# Escut de Colonia
L'escut de Colonia es divideix en tres quarters: el de la meitat superior és de color blau, i conté la Creu del Sud, la constel·lació més petita. El quarter inferior esquerre, de fons vermell, té quatre espigues, les quals simbolitzen els quatre punts cardinals, d'on venen els immigrants. L'altre quarter, de fons blanc, té una abella, la qual simbolitza el treball.